# Licania rufescens
Licania rufescens là một loài thực vật có hoa trong họ Cám. Loài này được Klotzsch ex Fritsch mô tả khoa học đầu tiên năm 1889.